# مؤتمر الأمم المتحدة للتغير المناخي 2009
عُقد مؤتمر الأمم المتحدة للتغير المناخي لعام 2009، والمعروف أيضًا باسم قمة كوبنهاغن، في مركز بيلا للمؤتمرات في كوبنهاغن، في الدنمارك، في الفترة الممتدة من 7 وحتى 18 ديسمبر. تضمن مؤتمر كوبنهاغن مؤتمر الأطراف الخامس عشر للتغير المناخي (سي أو بي 15) للدول الأعضاء في اتفاقية الأمم المتحدة الإطارية بشأن التغير المناخي (يو إن إف سي سي سي) والاجتماع الخامس للأطراف (إم أو بيه 5) للدول الأعضاء في بروتوكول كيوتو. اتُفق على إطار عمل للحد من تغير المناخ بعد عام 2012، وذلك وفقًا لخريطة طريق بالي.
أفادت وسائل الإعلام الدولية في يوم الجمعة الواقع في18 ديسمبر، والموافق لليوم الأخير من المؤتمر، إن المشاورات المتعلقة بالمناخ كانت «في حالة من التخبط». بل وأفادت أيضًا أنه لم يكن من المتوقع أكثر من «بيان سياسي ضعيف» في ختام المؤتمر، بدلاً من إعلان انهيار القمة. صاغ اتفاقية كوبنهاغن كل من الولايات المتحدة والصين والهند والبرازيل وجنوب أفريقيا في 18 ديسمبر، وحكمت عليها حكومة الولايات المتحدة بأنها «اتفاقية ذات مغزى». وقد «أُحيط علمًا بها» في مناقشة لجميع الدول الأطراف في اليوم التالي، ولكنها «لم تُتبنى»، ولم يُوافق عليها بالإجماع. واعترفت الوثيقة بأن تغير المناخ هو أحد أكبر التحديات في الوقت الحاضر وأنه يجب اتخاذ إجراءات للحفاظ على أي زيادات في درجة الحرارة تصل إلى أقل من 2 درجة مئوية. لا تُعد الوثيقة مُلزمة قانونيًا، بل ولا تحتوي على أي التزامات قانونية لخفض انبعاثات ثاني أكسيد الكربون. 

## الخلفية والمبادرة
سُبق مؤتمر كوبنهاغن بالمؤتمر العلمي للتغير المناخي: المخاطر العالمية والتحديات والقرارات، الذي انعقد في مارس عام 2009 في مركز بيلا للمؤتمرات. بدأت المفاوضات تأخذ شكلًا جديدًا عندما حضر الأمين العام للأمم المتحدة بان كي مون في مايو من عام 2009 قمة الأعمال التجارية العالمية بشأن التغير المناخي في كوبنهاغن، والتي نظمها مجلس المناخ في كوبنهاغن، حيث طلب أن يحضر أعضاء مجلس مناخ كوبنهاغن (سي أو سي) أسبوع قمة نيويورك للتغير المناخي الواقع في 22 سبتمبر والتعامل مع رؤساء الحكومات حول موضوع مشكلة المناخ. 

## الموقف التفاوضي للاتحاد الأوروبي
أصدرت المفوضية الأوروبية في 28 يناير من عام 2009 ورقة موقف من أجل «اتفاق المناخ الشامل في كوبنهاغن». تتناول ورقة الموقف «ثلاثة تحديات رئيسية: الأهداف والإجراءات؛ وتمويل [التنمية منخفضة الكربون والتكيف معها]؛ وبناء سوق كربون عالمية فعالة».
التزم الاتحاد الأوروبي بتنفيذ تشريعات ملزمة قانونيًا ليكون قائدًا بالقدوة، حتى من دون صفقة مرضية له في كوبنهاغن. راجع الاتحاد الأوروبي في ديسمبر الماضي نظام مخصصات الكربون الخاص به والذي يطلق عليه مخطط الاتحاد الأوروبي لتداول الانبعاثات (إي تي سي) المصمم لفترة ما بعد بروتوكول كيوتو (أي بعد عام 2013). تهدف هذه المرحلة الجديدة من النظام إلى خفض انبعاث الغازات الدفيئة في أوروبا بطريقة ملزمة قانونيًا، وإظهار الالتزامات التي قطعها الاتحاد الأوروبي بالفعل قبل اجتماع كوبنهاغن. لتجنب تسرب الكربون - نقل الشركات إلى مناطق أخرى لا تلتزم بتشريعات مماثلة- تتوقع مفوضية الاتحاد الأوروبي أن القطاعات المعرضة للمنافسة الدولية، يجب أن تمنح بعض التخصيصات المجانية لانبعاثات ثاني أكسيد الكربون شريطة أن تخضغ لنفس مستوى المعايير على الأقل. يجب على القطاعات الأخرى شراء مثل هذه الائتمانات في السوق الدولية. دعت الصناعات التي تعتمد على الطاقة في أوروبا إلى اعتماد مثل هذا النظام المرجعي من أجل الحفاظ على الأموال في القدرات الاستثمارية للمنتجات منخفضة الكربون بدلاً من الاعتماد على التكهنات. تدّعي الصناعة الكيميائية الأوروبية هنا الحاجة إلى أن تكون أقرب إلى احتياجات المواطنين بطريقة مستدامة. يتطلب الامتثال لهذه الالتزامات من أجل تحقيق اقتصاد منخفض الكربون، وجود القدرة التنافسية والابتكارات.
يلح وزير البيئة الفرنسي جان لوي بورلو على إنشاء «منظمة البيئة العالمية» بمثابة مساهمة مؤسسية رئيسية لفرنسا، وذلك لتقديم بديل قوي لبرنامج الأمم المتحدة للبيئة.

## اجتماعات التفاوض الرسمية السابقة لانعقاد مؤتمر كوبنهاغن
أُصدرت الصيغة النهائية لمسودة نص تفاوضي في كوبنهاغن بشكل علني. وقد نُوقشت في سلسلة من الاجتماعات قبل انعقاد مؤتمر كوبنهاغن.

### بون - اجتماع التفاوض الثاني
اجتمع مندوبون من 183 دولة في بون في الفترة الممتدة من 1 وحتى 12 يونيو من عام 2009. وكان الهدف مناقشة النصوص التفاوضية الرئيسية. كان الاجتماع بمثابة حجر الأساس لاتفاق تغير المناخ الدولي الحاصل في كوبنهاغن. في الختام، كان الفريق العامل المختص والتابع لمجموعة التفاوض بموجب بروتوكول كيوتو (AWG-KP) لا يزال بعيدًا عن نطاق خفض الانبعاثات الذي حدده العلم لتجنب أسوأ آثار تغير المناخ: ازداد الانخفاض بحلول عام 2020 من -25 % وحتى -40%عن مستويات عام 1990. ما زال الفريق العامل المختص بحاجة إلى اتخاذ قرار بشأن هدف خفض انبعاثات البلدان الصناعية الإجمالي، إلى جانب الأهداف الفردية لكل بلد. أُحرز تقدم في الحصول على توضيح للمسائل التي تهم الأطراف وإدراج هذه المخاوف في المسودة المحدثة للنص التفاوضي.

### الدورة السابعة

#### بانكوك
عُقد الجزء الأول من الدورة السابعة لفريق العمل التعاوني في بانكوك، في تايلند، في يوم الاثنين الواقع في 28 سبتمبر وحتى 9 أكتوبر، في مركز الأمم المتحدة للمؤتمرات التابع للجنة الاقتصادية والاجتماعية لآسيا والمحيط الهادئ التابعة للأمم المتحدة (UNESCAP)، في بانكوك، في تايلاند.

#### برشلونة
عُقدت الدورة المستأنفة في برشلونة، في إسبانيا، في الفترة من 2 وحتى 6 نوفمبر من عام 2009. وبعد ذلك، اجتمع فريق العمل التعاوني لإنهاء عمله في دورته الثامنة، بالتزامن مع الدورة الخامسة عشرة لمؤتمر الأطراف التي افتُتحت في كوبنهاغن في 7 ديسمبر من عام 2009.

#### أستراليا
ستنخفض انبعاثات الكربون بنسبة 25% بحلول عام 2020 دون مستويات عام 2000، وذلك في حال موافقة العالم على صفقة عالمية طموحة لتثبيت مستويات ثاني أكسيد الكربون إلى 450 جزءًا في المليون أو أقل.
ستنخفض انبعاثات الكربون بنسبة 15% بحلول عام 2020 دون من مستويات عام 2000، وذلك في حال حصول اتفاق تلتزم فيه الاقتصادات النامية الرئيسية بتقييد الانبعاثات بشكل كبير وتتحمل الاقتصادات المتقدمة التزامات مماثلة لأستراليا.
ستنخفض انبعاثات الكربون بنسبة 5% بحلول عام 2020 عن مستويات عام 2000 دون قيد أو شرط.
ورد بوضوح في الإجراءات الصادرة عن مجلس الشيوخ الأسترالي وبيانات السياسة الحكومية، أن خفض الانبعاثات الأسترالية يشمل استخدام الأراضي وتغيير استخدام الأراضي والحراجة (LULUCF) في قالب من التضمين لم يُبت فيه بعد، مع الاعتراف بأنه خاضع لتشكيل المبادئ التوجيهية المحاسبية من مؤتمر كوبنهاغن هذا. تفضل الحكومة الأسترالية على خلاف ذلك، إزالة انبعاثات استخدام الأراضي وتغيير استخدام الأراضي والحراجة غير البشرية، وربما إزالتها من الحساب، مثل حرائق الغابات الناجمة عن الصواعق وإعادة إنتاج الكربون الطبيعي اللاحق.
باستخدام المبادئ التوجيهية للمحاسبة في كيوتو، تعادل هذه المقترحات خفض الانبعاثات بنسب 24% و14% و4% على التوالي بحلول عام 2020 دون مستويات عام 1990. يؤدي الاستخدام الخاطئ لبيانات ثاني أكسيد الكربون لاتفاقية الأمم المتحدة الإطارية بشأن التغير المناخي، بما في ذلك استخدام الأراضي وتغيير استخدام الأراضي والحراجة على النحو المحدد خلال المؤتمر من قبل اتفاقية الأمم المتحدة الإطارية بشأن تغير المناخ لعامي 2000 (404.392 تيراغرام من ثاني أكسيد الكربون) و1990 (453.794 تيراغرام من ثاني أكسيد الكربون)، إلى خفض انبعاثات الغازات بنسبة 33% (303.294 تيراغرام من ثاني أكسيد الكربون)، و25% (343.733 تيراغرام من ثاني أكسيد الكربون) و 15%(384.172 تيراغرام من ثاني أكسيد الكربون) على التوالي. 